# Литейщик (клуб по хоккею с мячом)
Литейщик — клуб по хоккею с мячом из Караганды, существовавший в 1968—1975 годах.

## История
Первой командой по хоккею с мячом из Караганды, выступавшей на всесоюзных соревнованиях, было «Динамо», которое в 1940 году было участником зонального турнира Кубка СССР.
В 1954 году в Кубке СССР выступал «Шахтёр». В 1958 году в классе «Б» чемпионата СССР от Караганды выступала команда «Трудовые резервы».
В 1968 году Караганда получила возможность выдвинуть команду для участия в чемпионате СССР. Была создана команда «Автомобилист», чьим спонсором было областное управление автомобильного транспорта.
В команду были привлечены хоккеисты из других клубов города, а также из других регионов страны.
В первом сезоне 1970—71 годов дебютант занял десятое место из четырнадцати команд, выступавших в высшем дивизионе. В 1971—72 году команда была переименована в «Литейщик» в связи с передачей под финансовую опеку завода отопительного оборудования. Наилучший результат команда показала в сезоне 1973—74 годов, заняв седьмое место. По результатам сезона игрокам команды были присвоены почетные звания мастеров спорта СССР. В том сезоне за команду выступали: А. Иордан, А. Чёрный, Т. Аринов, Г. Баданин, С. Береснев, Ю. Блохин, А. Бочарников, В. Гебгард, В. Ермолов, В. Зуев, Л. Игнатьев, А. Майорин, Ю. Непомнющий, В. Плесовских, В. Савченко, Ю. Савченко, А. Стухин.
Наибольшее количество матчей за команду провели: Тастанбек Аринов, Юрий Блохин, Владислав Ермолов, Геннадий Баданин, Виктор Зуев, Иван Раков, Анатолий Малышкин.
Бомбардиры команды: Владислав Ермолов — 81 гол, Александр Стухин — 39, Виктор Зуев — 36, Юрий Непомнющий — 26, Юрий Блохин, Валерий Соколов — 24, Владимир Алексеев — 21.
В 1971 года в Финляндии состоялся чемпионат мира среди юношей до 18 лет. В составе сборной СССР, завоевавшей золотые медали, чемпионами мира стали молодые карагандинцы Сергей Слепов и Игорь Грицаев.
В сезоне 1974—75 годов за команду выступал четырёхкратный чемпион мира Юрий Варзин, забивший в чемпионате 16 мячей. Два последних сезона за «Литейщик» успешно играл Юрий Непомнющий, впоследствии под руководством которого «Енисей» Красноярск в 80-х годах неоднократно становился чемпионом СССР, побеждал на турнирах европейских чемпионов и выигрывал Кубок мира.
Тренировали команду «Литейщик» («Автомобилист»): засл.тр. Каз. ССР мс И. М. Рогачев; засл. тр. Каз. ССР, мс. Б. П. Казанцев; тр. мс. В. Н. Игнатьев.
До 1975 года команда участвовала в играх чемпионате СССР. Но из-за недостатка финансирования команду расформировали.
В высшем эшелоне команда провела 130 игр (42 победы, 21 ничья, 67 поражений). Лучший результат — 7 место (1974).
Статистика команды «Литейщик» («Автомобилист») за пять сезонов выступлений в высшем дивизионе чемпионата СССР (первая группа класса «А»)
| Сезон  | Матчей | Выиг. | Нич. | Проигр. | Заб. | Проп. | Очков | Место |
| 70-71  | 26     | 9     | 4    | 13      | 73   | 96    | 22    | 10    |
| 71-72  | 26     | 8     | 7    | 11      | 69   | 75    | 23    | 8     |
| 72-73  | 26     | 5     | 5    | 16      | 56   | 104   | 15    | 12    |
| 73-74  | 26     | 12    | 2    | 12      | 81   | 90    | 26    | 7     |
| 74-75  | 26     | 8     | 3    | 15      | 96   | 132   | 19    | 11    |
| Всего: | 130    | 42    | 21   | 67      | 375  | 497   | 105   |       |

Сводная таблица результатов игр команды «Литейщик» («Автомобилист») за пять сезонов выступлений в высшем дивизионе чемпионата СССР (первая группа класса «А»)
| №  |                                  | 70-71    | 71-72   | 72-73    | 73-74   | 74-75    | пр. | з. | в. | п. | н. |
| 1  | Динамо (Алма-Ата)                | 7:2 2:3  | 0:2 3:0 | 6:2 4:1  | 3:3 2:3 | 10:0 8:3 | 45  | 19 | 6  | 3  | 1  |
| 2  | Динамо (Москва)                  | 6:5 4:4  | 6:3 2:3 | 7:2 6:4  | 5:2 4:3 | 5:1 9:4  | 54  | 31 | 8  | 1  | 1  |
| 3  | СКА Свердловск                   | 9:1 3:0  | 8:3 2:5 | 7:2 6:2  | 5:2 8:3 | 9:1 3:3  | 60  | 22 | 8  | 1  | 1  |
| 4  | СКА Хабаровск                    | 5:2 3:1  | 3:1 2:3 | 12:3 2:2 | 3:2 9:5 | 9:0 6:2  | 54  | 21 | 8  | 1  | 1  |
| 5  | Волга Ульяновск                  | 6:2 1:5  | 7:3 5:3 | 7:3 1:1  | 7:2 4:1 | 7:4 3:4  | 48  | 28 | 7  | 2  | 1  |
| 6  | Зоркий (Красногорск)             | 5:4 4:6  | 2:2 2:9 | 8:1 2:2  | 5:0 2:8 | 7:6 2:6  | 39  | 44 | 4  | 4  | 2  |
| 7  | Вымпел (Калининград)             | 3:1 1:1  | 1:1 1:2 | 5:1 2:1  | 1:4     | 4:3 4:5  | 23  | 23 | 4  | 4  | 2  |
| 8  | Водник (Архангельск)             | 5:4 2:2  | 2:1 2:2 | 5:2 1:3  | 4:3 1:4 | 6:1 4:3  | 32  | 25 | 6  | 2  | 2  |
| 9  | Кузбасс (Кемерово)               | 2:0 1:5  | 3:3     | 3:2 4:2  | 2:4 4:4 | 4:4 1:7  | 25  | 34 | 3  | 3  | 4  |
| 10 | Енисей (Красноярск)              | 0:3 3:3  | 1:1 2:1 | 2:2 0:1  | 3:4 1:2 | 2:5 5:10 | 19  | 32 | 1  | 6  | 3  |
| 11 | Локомотив (Иркутск)              | 8:1 4:5  | 2:1 4:3 | 3:1 2:4  | 3:1 1:2 | 6:4 5:8  | 38  | 30 | 6  | 4  | 0  |
| 12 | Уральский трубник (Первоуральск) | 10:2 1:3 | 4:3 2:3 | 3:2 2:3  | 4:1 3:4 | 5:3 5:2  | 39  | 26 | 6  | 4  | 0  |
| 13 | Североникель (Мончегорск)        | 1:4 0:4  |         |          |         | 2:2 1:5  | 4   | 15 | 0  | 3  | 1  |
| 14 | Фили (Москва)                    |          | 5:5 1:3 |          |         |          | 6   | 8  | 0  | 1  | 1  |
| 15 | Юность (Омск)                    |          |         | 3:3 1:4  |         |          | 4   | 7  | 0  | 1  | 1  |
| 16 | Старт (Горький)                  |          |         |          | 3:4 2:6 |          | 5   | 10 | 0  | 2  | 0  |

Условные сокращения: пр. — пропущено мячей; з. — забито мячей; в. — выигрыши; п. — поражения; н. — ничьи.

## Известные игроки
- Юрий Варзин
- Борис Казанцев
- Юрий Непомнющий
- Валерий Соколов

## Тренеры
- засл. тр. Каз. ССР мс. И. М. Рогачёв
- засл. тр. Каз. ССР, мс. Б. П. Казанцев
- тр. мс. Л. Н. Игнатьев